# Сергеев, Игорь Дмитриевич
И́горь Дми́триевич Серге́ев (20 апреля 1938, Верхнее, Сталинская область — 10 ноября 2006, Москва) — российский военачальник. Министр обороны Российской Федерации (1997—2001). Главнокомандующий РВСН (1992—1997). Герой Российской Федерации (1999). Единственный Маршал Российской Федерации (21 ноября 1997).

## Биография

### Происхождение и карьера
Родился 20 апреля 1938 года в посёлке Верхнем (ныне в черте города Лисичанск), в семье шахтёра. В 1939 году семья переехала в город Макеевку. Там ребёнком пережил немецкую оккупацию в годы Великой Отечественной войны. Окончил 22-ю среднюю школу Макеевки с золотой медалью в 1955 году.
На военной службе с июля 1955 года. Начал учиться в Высшем военно-морском училище инженеров оружия в Ленинграде, но в 1956 году был переведён и окончил Черноморское высшее военно-морское училище имени П. С. Нахимова по специальности «ракетное оружие» (1956—1960, с отличием), командный факультет Военно-инженерной академии имени Ф. Э. Дзержинского (с отличием, 1973), Военную академию Генерального штаба Вооружённых сил СССР имени К. Е. Ворошилова (1980).
Проходил службу в ракетных войсках стратегического назначения на различных командно-инженерных и штабных должностях. С 1960 года находился в распоряжении главнокомандующего РВСН, затем служил в 37-й ракетной бригаде в Волынской области: начальник отделения проверки ракет, с 1962 — заместитель командира батареи по технической части, с 1963 — помощник начальника инженерно-ракетной службы ракетного полка, с 1965 — заместитель командира дивизиона по ракетному вооружению, с апреля 1968 — старший помощник, с ноября 1968 — заместитель начальника отделения боевой готовности и боевой подготовки ракетной дивизии. С апреля 1970 года — начальник штаба 351-го ракетного полка (г. Броды) в Луцкой ракетной дивизии, с июля 1973 года — командир ракетного полка (Хмельницкий), с февраля 1975 — начальник штаба, с сентября 1975 года — командир 46-й ракетной Нижнеднепровской дивизии (до 1978 года).
С июля 1980 года по окончании Военной академии Генерального штаба продолжил службу на ответственных должностях в РВСН: начальником штаба — первым заместителем командующего 43-й ракетной Винницкой армией, с марта 1983 года — начальник оперативного управления — заместитель начальника Главного штаба РВСН.
С сентября 1985 года — первый заместитель начальника Главного штаба РВСН. С марта 1989 по август 1992 года — заместитель главнокомандующего РВСН по боевой подготовке — начальник боевой подготовки и член Военного совета РВСН.
26 августа 1992 года назначен главнокомандующим Ракетными войсками стратегического назначения. 13 августа 1996 года ему присвоено звание генерала армии. На должности ГК РВСН совершенствовал боевую и оперативную подготовку войск, обеспечивал их высокую боевую готовность и качественное техническое оснащение. Участвуя в создании, испытании и внедрении в войска новых систем ракетного оружия, внёс значительный вклад в процесс подготовки боевых расчётов подвижных ракетных комплексов «Тополь». В должности главнокомандующего РВСН оставался до мая 1997 года.

### Министр обороны России

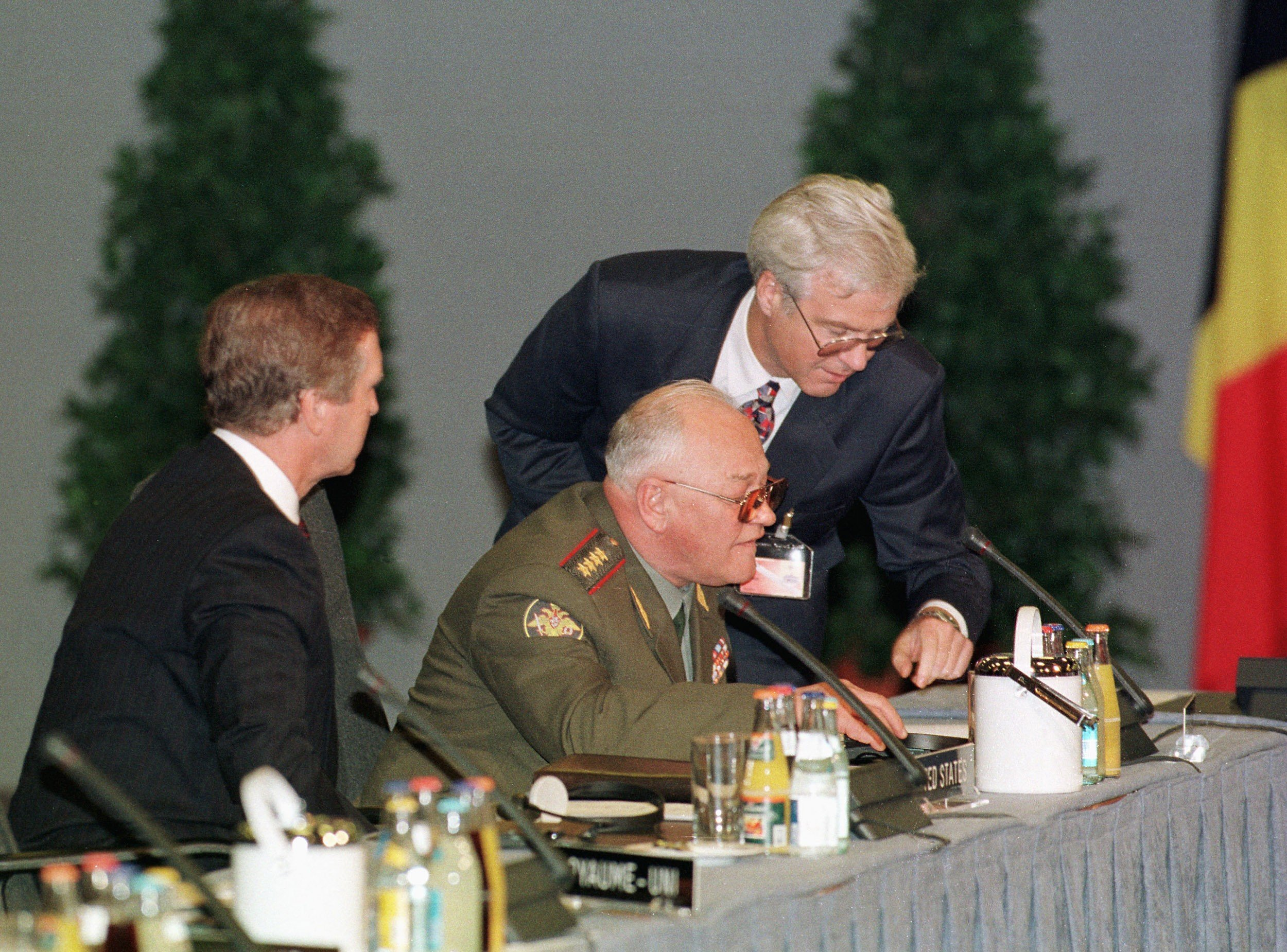
Встреча военных министров совета Россия-НАТО в Маастрихте, осень 1997

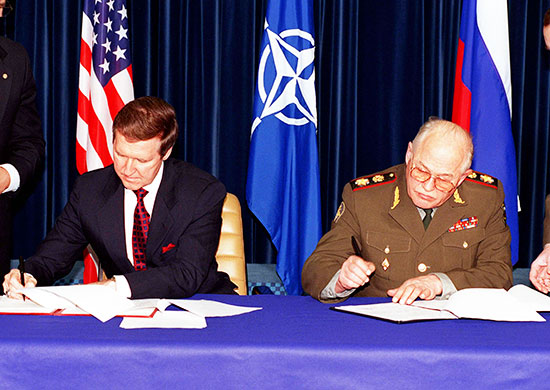
Министр обороны США У. Коэн и министр обороны РФ маршал И. Д. Сергеев подписывают план сотрудничества в штаб-квартире НАТО.
3 декабря 1997, Брюссель

22 мая 1997 года в связи с отставкой генерала армии И. Н. Родионова назначен исполняющим обязанности министра обороны РФ; через несколько часов назначен министром обороны РФ. С 6 июня 1997 года — член Совета обороны РФ, а с 5 июля — постоянный член Совета безопасности РФ. С августа 1997 года — представитель Президента РФ в Федеральном Собрании РФ при рассмотрении вопроса о ратификации Международной конвенции о разработке, хранении и уничтожении химического оружия. Занимался реализацией военной реформы 1997—1999 годов.
21 ноября 1997 года указом Президента Российской Федерации Бориса Ельцина Игорю Сергееву было присвоено звание Маршала Российской Федерации — Сергеев стал первым обладателем этого звания. Указ был подписан сразу после встречи президента с Сергеевым, на которой тот докладывал о ходе реформ (на тот момент в рамках реформ единственным крупным шагом стало включение военно-космических сил и войск ракетно-космической обороны в структуру РВСН). Присвоение маршальского звания пресса истолковала как выражение Ельциным полной и безоговорочной поддержки министру обороны, начальнику Генерального штаба и проводимой военной реформе. В то же время, по мнению газеты «Коммерсантъ», не все ветераны советской армии были согласны с указом президента и признавали Сергеева таким же маршалом, как и маршалов Советского Союза.
23 марта 1998 года отправлен в отставку в составе правительства Виктора Черномырдина, оставшись и. о. министра. 28 апреля 1998 года вновь назначен министром обороны РФ в правительстве Сергея Кириенко. Распоряжением Президента РФ в мае 1998 года в соответствии с Федеральным законом «О воинской обязанности и военной службе» Игорю Сергееву срок военной службы был продлён на один год. Член Президиума Правительства РФ (с 25 мая и с 1 октября 1998 года). C июня 1998 года — председатель Межведомственной комиссии по оптимизации государственного оборонного заказа.

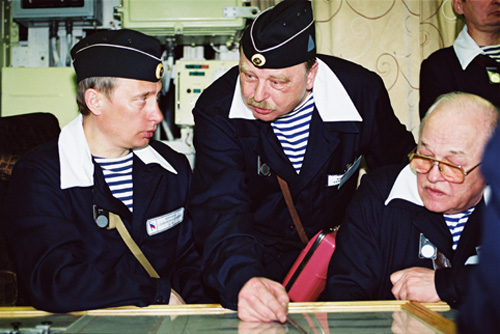
Владимир Путин, командующий Северным флотом Вячеслав Попов и министр обороны Сергеев на подводной лодке «Карелия», 6 апреля 2000 года.

Во время правительственного кризиса (август — сентябрь 1998 года) — и. о. министра обороны РФ. 11 сентября 1998 года в соответствии со статьёй 83 Конституции РФ был назначен министром обороны РФ. Впоследствии сохранил должность в последующих правительствах Евгения Примакова, Сергея Степашина и Владимира Путина (переназначался в должности 7 сентября 1998, 21 мая и 17 августа 1999, соответственно); в перерывах между отставками кабинетов — и. о. министра обороны РФ.
7 мая 2000 года в связи с вступлением председателя Правительства РФ В. Путина в должность Президента РФ все члены его кабинета ушли в отставку и до назначения новых министров стали исполняющими обязанности. 18 мая 2000 года назначен министром обороны РФ в правительстве Михаила Касьянова.
В июле 2000 года в ходе коренного пересмотра стратегии России в сфере национальной безопасности приобрёл известность как главный сторонник идеи о том, что в оборонной системе страны важная роль должна отводиться стратегическим ядерным силам. По этому поводу втянулся в публичный конфликт с начальником Генерального штаба Вооружённых сил А. В. Квашниным, считавшим, что Россия могла бы поддерживать эффективный ядерный паритет с США даже после сокращения количества наземных стратегических ракет с 750 до 150.

### В отставке

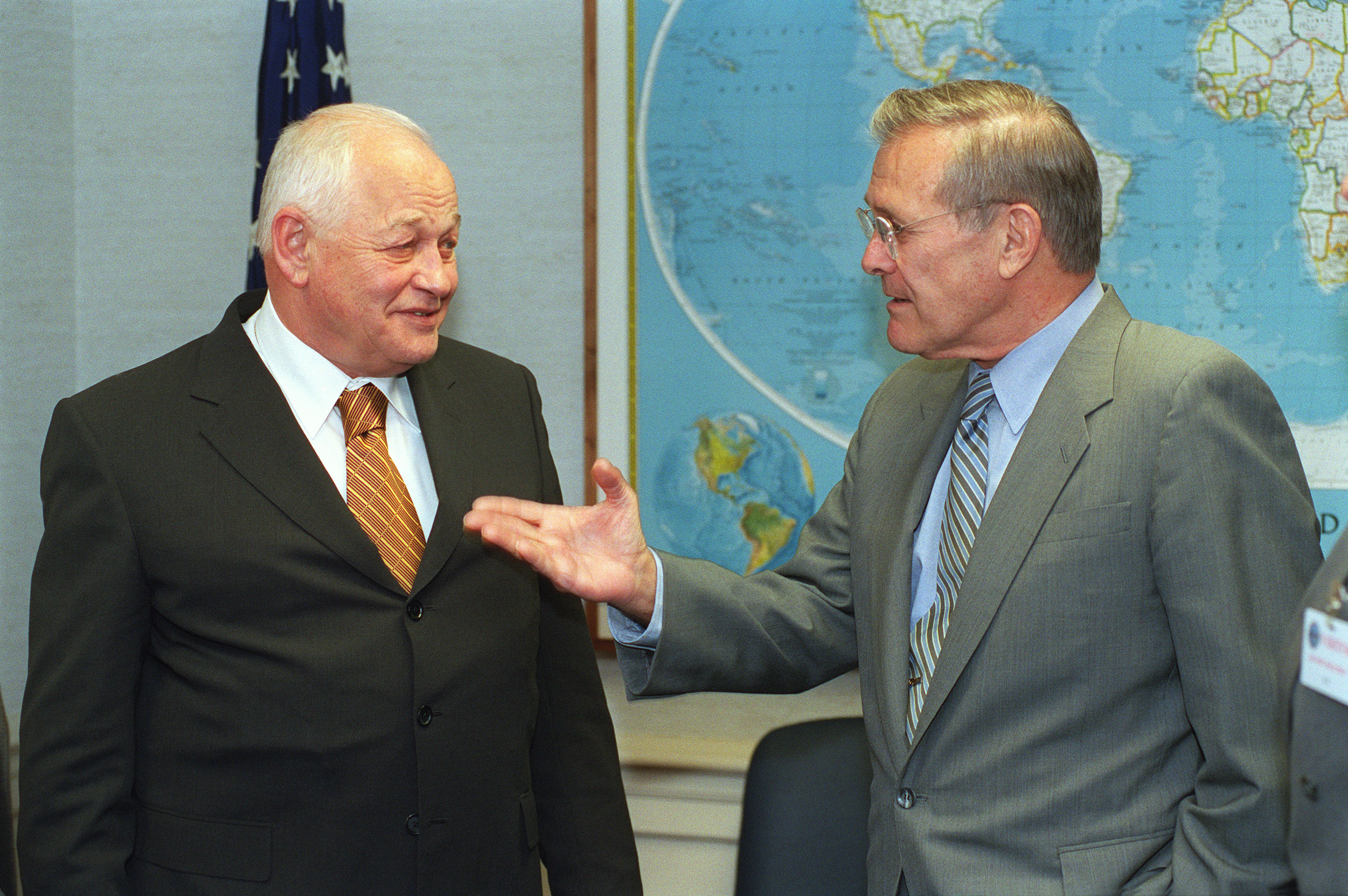
Маршал Игорь Сергеев и министр обороны США Дональд Рамсфелд в Пентагоне. 2001

28 марта 2001 года подал в отставку с должности министра обороны. Президент РФ Владимир Путин принял отставку Игоря Сергеева и назначил его на должность своего помощника по вопросам стратегической стабильности. В его обязанности на указанной должности входила разработка предложений по обеспечению стратегической стабильности и её укреплению в сфере военной безопасности государства в условиях изменившейся системы международных взаимоотношений, подготовка предложений по переговорному процессу по проблемам противоракетной обороны, стратегических наступательных вооружений, нераспространения оружия массового уничтожения, ракет и ракетных технологий. 30 марта 2004 года освобождён от должности помощника Президента РФ.
С 2002 года осуществлял координацию деятельности общественных организаций ветеранов: был назначен заместителем председателя Российского организационного комитета «Победа». По его мнению, Клуб[уточнить] мог стать средством вовлечь ушедших в отставку российских и зарубежных военных руководителей высокого ранга в работу на благо общества; местом, где они бы могли использовать свой опыт для урегулирования конфликтов.
Скончался на 69-м году жизни утром 10 ноября 2006 года от тяжёлого гематологического заболевания в Главном военном клиническом госпитале имени Н. Н. Бурденко (Москва). В течение последних трёх лет И. Д. Сергеев болел гемобластозом, и причиной его смерти стала терминальная стадия этой онкопатологии. Церемония прощания с Маршалом РФ И. Д. Сергеевым прошла 13 ноября в Культурном центре Вооружённых сил. Отдать дань памяти бывшему министру обороны РФ прибыли главы ФСБ России, МВД России, Счётной палаты РФ Н. Патрушев, Р. Нургалиев и С. Степашин соответственно; в траурной церемонии прощания участвовал и Президент РФ В. Путин. Память маршала почтили также его родные и близкие, сослуживцы, члены коллегии Министерства обороны РФ во главе с министром С. Ивановым.
Похоронен с воинскими почестями на Троекуровском кладбище Москвы.

## Критика
В 2009 году после 11-го неудачного пуска ракеты-носителя «Булава» некоторые эксперты стали указывать на личную ответственность за это И. Д. Сергеева

Вопреки здравому смыслу, головным разработчиком морского ракетного комплекса был назначен Московский институт теплотехники, не специализировавшийся в области конструирования БРПЛ. МИТ занимался твердотопливными МБР наземного базирования и потому не имел опыта разработки твердотопливных БРПЛ, которым обладал ГРЦ имени академика В. П. Макеева, на счету которого твердотопливные БРПЛ Р-39 и Р-39У с полётной надёжностью 0.96, аналогичной американской БРПЛ «Трайдент-2». Кроме того, 4-й ЦНИИ Минобороны, которым руководил генерал-майор Владимир Дворкин, был назначен головным по военно-научному сопровождению разработки, хотя такими вопросами в части морских ракетных комплексов всегда занимался профильный 28-й НИИ МО (Институт вооружения ВМФ).

Причины необъяснимых с позиций обычной логики решений лежат на поверхности. Министром обороны в то время являлся Игорь Сергеев, до этого командовавший РВСН, на вооружении которых находились митовские ракеты «Тополь». 4-й ЦНИИ Минобороны, возглавлявшийся Владимиром Дворкиным, проводил исследования в основном в интересах тех же РВСН. МИТ, 4-й ЦНИИ Минобороны и генерал Дворкин были Игорю Сергееву значительно «ближе», чем ГРЦ имени академика В. П. Макеева и 28-й НИИ Минобороны. В принятии вышеупомянутых решений принимал участие руководивший в ту пору Минэкономики Яков Уринсон, поддерживавший тесные связи с возглавлявшим МИТ Юрием Соломоновым.— М. Кардашев, «Независимое военное обозрение»

## Персональные данные
Доктор технических наук (1994, тема диссертации «Системы боевого управления»).
Действительный член Российской академии ракетных и артиллерийских наук (1997), а также Академии военных наук, Российской инженерной академии, ряда других общественных академий наук. Автор более 90 научных трудов по проблемам стратегической стабильности, международной безопасности, контролю над вооружениями. В боевых действиях участия не принимал.
Герой РФ генерал армии Пётр Дейнекин вспоминал о нём, что Сергеев «отличался большой внутренней выдержкой, никогда не повышал голос и не сквернословил».
Увлекался спортом (кандидат в мастера спорта по бадминтону), чтением классической литературы.
Был женат (вдова — Тамара Александровна), есть сын Дмитрий, офицер запаса. Старшая дочь погибла в 1980 году в автомобильной катастрофе.

## Награды
- Герой Российской Федерации (27 октября 1999[8], звание присвоено закрытым указом)[9]
- Орден «За заслуги перед Отечеством» II степени (28 марта 2001) — за большие заслуги перед государством и значительный вклад в дело защиты Отечества[10]
- Орден «За военные заслуги» (1995)
- Орден Почёта (20 апреля 2003) — за заслуги в укреплении обороноспособности страны и многолетнюю добросовестную службу[11][12]
- Орден Октябрьской Революции (1987)
- Орден Трудового Красного Знамени (1988)
- Орден Красной Звезды (1982)
- Орден «За службу Родине в Вооружённых Силах СССР» III степени (1976)
- Юбилейная медаль «50 лет Вооружённых Сил СССР»
- Юбилейная медаль «60 лет Вооружённых Сил СССР»
- Юбилейная медаль «70 лет Вооружённых Сил СССР»
- Медаль «Ветеран Вооружённых Сил СССР»
- Медаль Жукова
- Юбилейная медаль «Двадцать лет Победы в Великой Отечественной войне 1941—1945 гг.»
- Юбилейная медаль «За воинскую доблесть. В ознаменование 100-летия со дня рождения Владимира Ильича Ленина»
- Медаль «В память 850-летия Москвы»
- Медаль «За безупречную службу» 1-й, 2-й, 3-й степеней
- Орден «Манас» III степени (Кыргызстан, 20 декабря 1999) — за значительный вклад в развитие киргизско-российского сотрудничества в военно-технической области[13]
- Орден Объединения (Республика Корея)
- Орден Югославской звезды I степени (Югославия, 23 декабря 1999) — за особые заслуги в деле развития сотрудничества в построении дружественных отношений между народами и вооруженными силами двух стран[14]
- Медаль «За укрепление дружбы по оружию» в серебре (ЧССР, 23 апреля 1985)[15]
- Благодарность Президента Российской Федерации (20 апреля 1998 года) — за большой вклад в укрепление обороноспособности государства[16].
- Грамота Содружества Независимых Государств (1 июня 2001 года) — за активную работу по укреплению и развитию Содружества Независимых Государств[17]
- Орден святого благоверного великого князя Димитрия Донского (РПЦ)
- Лауреат премии Правительства России в области науки и техники.

## Память
- В начале 2000-х годов в городе Макеевке, в сквере около вечного огня и монумента освободителям была установлена стела макеевчанину Маршалу Российской Федерации Игорю Сергееву. На фасаде 22-й общеобразовательной школы Макеевки, где учился Игорь Дмитриевич, установлена мемориальная доска в память о выходце из Макеевки министре обороны Российской Федерации.
- В Москве в районе Кунцево, где жил Игорь Сергеев, его именем названа улица (2017).
- 20 апреля 2018 года был открыт памятник И. Д. Сергееву на территории Черноморского высшего военно-морского училища имени П. С. Нахимова в Севастополе, которое он окончил в 1960 году[18].

Памятник И. Д. Сергееву в Макеевке.
Мемориальная доска при входе в 22-ю общеобразовательную школу Макеевки.
Памятник на Троекуровском кладбище Москвы.